# Gare de Thuès-Carença
La gare de Thuès-Carença (anciennement Thuès-village), aussi orthographié Thuès-Carança, est une gare ferroviaire française de la ligne de Cerdagne (voie métrique), située sur le territoire de la commune de Thuès-Entre-Valls, dans le département des Pyrénées-Orientales en région Occitanie.
C'est une halte voyageurs de la Société nationale des chemins de fer français (SNCF) desservie par le Train Jaune, train TER Occitanie spécifique pour la ligne de Cerdagne.

## Situation
Établie à 789 mètres d'altitude, la gare de Thuès-Carença est située au point kilométrique (PK) 16,273 de la ligne de Cerdagne (voie métrique), entre les gares de Thuès-les-Bains et de Fontpédrouse-Saint-Thomas-les-Bains.
La gare se situe près du confluent entre le fleuve Têt et la Carança, qui lui donne son nom.

## Service des voyageurs

### Accueil
Halte SNCF, c'est un point d'arrêt non géré (PANG) à entrée libre.

### Desserte
Thuès est desservie par des trains TER Occitanie (Train Jaune) qui effectuent des missions entre les gares de Villefranche - Vernet-les-Bains et de Latour-de-Carol - Enveitg.

### Intermodalité
Un parking pour les véhicules y est aménagé.